# جون ماكدوغال (سياسي)
جون ماكدوغال هو سياسي كندي، ولد في 20 أبريل 1947 في كندا. حزبياً، نشط في الحزب الكندي التقدمي المحافظ. وقد انتخب عضو مجلس العموم الكندي.